# Raunothus leopardinus
Raunothus leopardinus är en insektsart som beskrevs av Dlabola 1987. Raunothus leopardinus ingår i släktet Raunothus och familjen dvärgstritar. Inga underarter finns listade i Catalogue of Life.